# Rajon Uschhorod
Der Rajon Uschhorod (ukrainisch Ужгородський район/Uschhorodskyj rajon; russisch Ужгородский район/Uschgorodski rajon) ist eine Verwaltungseinheit im äußersten Westen der Ukraine und gehört zur Oblast Transkarpatien.
Er entstand im Rahmen der administrativ-territorialen Reform im Jahr 2020 auf dem Gebiet der aufgelösten Rajone Peretschyn,  Uschhorod und Welykyj Beresnyj, der bis Juli 2020 unter Oblastverwaltung stehenden Städte Uschhorod und Tschop sowie Teilen des Rajons Mukatschewo.

## Geographie
Der Rajon liegt im Westen der Oblast Transkarpatien. Er grenzt im Norden an Polen, im Nordosten an den Rajon Sambir (Oblast Lwiw), im Osten an den Rajon Mukatschewo, im Südosten an den Rajon Berehowe, im Südwesten an Ungarn und im Westen an die Slowakei.
Die Waldkarpaten prägen die Landschaft. Die Flüsse Usch, Ljuta, Turja und Latoryzja durchfließen den Rajon zur Theiß im Süden.
An der Grenze zu Ungarn endet die Straße M 06, die von Kiew nach Tschop führt.

## Administrative Gliederung
Auf kommunaler Ebene ist der Rajon in 14 Hromadas (2 Stadtgemeinden, 3 Siedlungsgemeinden und 9 Landgemeinden) unterteilt, denen jeweils einzelne Ortschaften untergeordnet sind.
Zum Verwaltungsgebiet gehören:
- 3 Städte
- 2 Siedlungen städtischen Typs
- 120 Dörfer

Die Hromadas sind im Einzelnen:
- Stadtgemeinde Uschhorod
- Stadtgemeinde Tschop
- Stadtgemeinde Peretschyn
- Siedlungsgemeinde Serednje
- Siedlungsgemeinde Welykyj Beresnyj
- Landgemeinde Baranynzi
- Landgemeinde Cholmok
- Landgemeinde Dubrynytschi-Malyj Beresnyj
- Landgemeinde Kostryna
- Landgemeinde Onokiwzi
- Landgemeinde Sjurte
- Landgemeinde Stawne
- Landgemeinde Turji Remety
- Landgemeinde Welyka Dobron